# Символізм
Символізм (фр. symbolisme, з грец. симболон — ознака, прикмета, символ) — літературно-мистецький напрям кінця ХІХ — початку XX ст., основоположники якого, базуючись на ідеалістичній філософії Шопенгауера, «теорії несвідомого» Едуарда Гартмана і поглядах Фрідріха Ніцше, проголосили основою мистецької творчості символ — таємну ідею, приховану у глибині всіх навколишніх, а також і потойбічних явищ, що її можливо розкрити, збагнути й відобразити тільки за допомогою мистецтва, зокрема музики й поезії. Зумовлена цією установою поетика символізму вирізнялася глибоким культом «слова, як такого» («світ слова»), великою увагою до музичності, формальних пошуків, ускладнених образів й асоціацій, нахилом до таємничості, а то й містичності, що виявлявся особливо у використанні натяків і недомовок, у вживанні великих літер у деяких словах для підкреслення їх особливого значення тощо.
Символізм виник у Франції у 1880-х як реакція проти міщанства і позитивізму, зокрема проти поезії «Парнасців», натуралістичного роману й реалістичного театру. Основоположниками його були Поль Верлен і Стефан Малларме та їхні тодішні чи й пізніші учні поети і есеїсти Анрі де Реньє, Сюллі-Прюдом, Поль Клодель, Поль Валері, Андре Жид, Сен-Поль Ру та ін. Своїм предтечею вони вважали Шарля Бодлера. Термін символізм вжив найперше і виклав програмово його позиції Жан Мореас. Згодом символізм поширився в інших країнах і став першою маніфестацією модернізму у світовій літературі й живописі.

## Символізм у живописі
Помітний вплив на художню практику декотрих художників мав саме символізм в літературі, де елементи програми руху висловлювали ясніше. Якщо літератори могли напускати атмосфери утаємничості і прихованого змісту жонглюванням словами і змістами, приховуванням-підкресленням змісту при використанні заглавних літер тощо, в живопису створення таємності мало практику з сивої давнини. Символізм вдало використовували ще митці середньовіччя. Символами, натяками на певні явища і їх тлумачення в іншому значенні були повні мініатюри і картини митців Китаю чи Західної Європи. Змісту найстрашнішого і незображувального жаху в живопису Китаю набув білий квадрат. Розпалена попереднім розгляданням страхітливих малюнків уява вірян вбачала безодню страхітливого в тому білому полі і просто засліплювала їх через вдалу драматургію самого розглядання.
Символізмом вдало користувалась католицька церква в добу бароко задля поширення власного впливу. А суто релігійний живопис доби бароко ряснів елементами символізму.
Символізм в живописі другої половини XIX ст. відродився на тлі трагічних суспільних зсувів, революцій, воєн і нещасть, котрими рясніли політичні і економічні події. Живопис (і частково графіка) і до XIX ст. були здатні відобразити власними засобами будь-яку абстрактну ідею. Тому прихильники символізму в другій половині XIX ст. широко використовували тумани, вибухи яскравого світла, промені з прихованого джерела, нереальну, казкову архітектуру, несподівані ракурси, атмосферу утаємниченості і неясності навіть під час зображення побутових речей, свійських тварин тощо. Утаємниченість, нетутешність могли надати навіть зображенню фонтану, ораному полю або рідкісній речі, використати будь-який натяк на сновидіння, мрію, розхожі релігійні уподобання. У живопис символістів увійшли тумани, хмари, музичні інструменти, зображення античних, язичницьких персонажів чи християнських янголів, незвичні ракурси. Найгіршим було те, що автори не залишали глядачам можливостей для розв'язування таємниць, змісти картин могли бути надзвичайно прихованими і незрозумілими навіть самим художникам. Усе це лягало на хаос індивідуалізму і індивідуальних художніх манер, започаткованих з доби пізнього середньовіччя і відродження та маньєризму.

## Представники

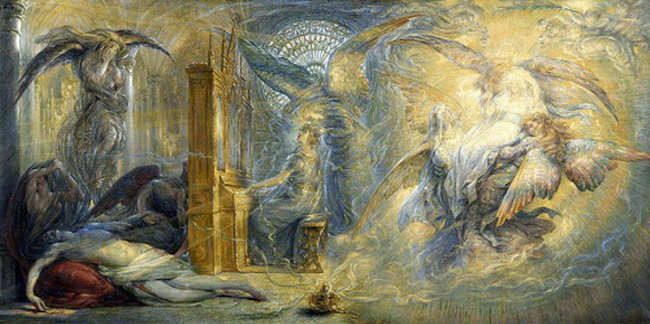
Огюст Левек, Бельгія. «Сакральна музика», 1889

Символізм в європейському живописі мав своїх палких прихильників, серед яких були
- Макс Клінгер (1857—1920), Німеччина
- Джованні Болдіні (1842—1931), Франція
- Арнольд Беклін (1827—1901), Швейцарія, Італія
- Джованні Сегантіні (1858—1899)
- Ансельмо Буччі (1887—1955)
- Джуліо Арістід Сарторіо (1860—1932), Італія
- Жан Дельвіль (1867—1953), Бельгія
- Огюст Левек (1866—1921)
- Леон Фредерік (1856—1940)
- Моріс Дені (1870—1943), Франція
- Хосе Кордеро Вільєгас (1844—1921), Іспанія

## Обрані твори художників-символістів

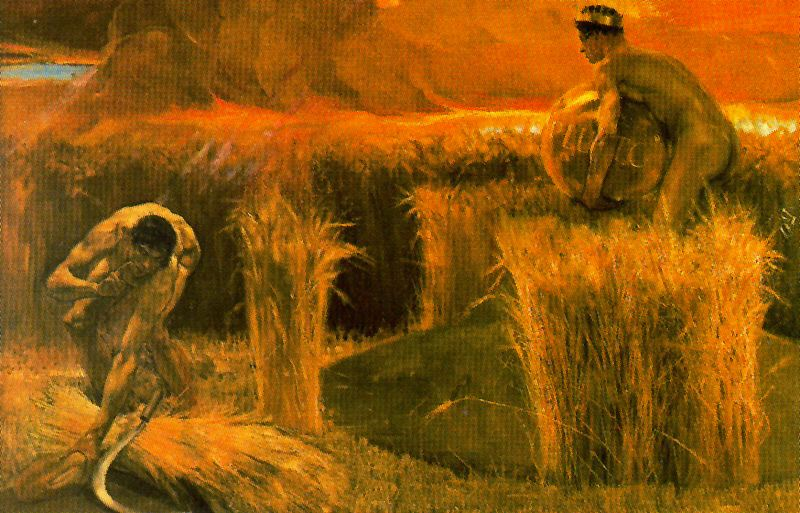
Хосе Кордеро Вільєгас. «Благослови хліб, що вгамує твою втому», серія Декалог, до 1914 р.

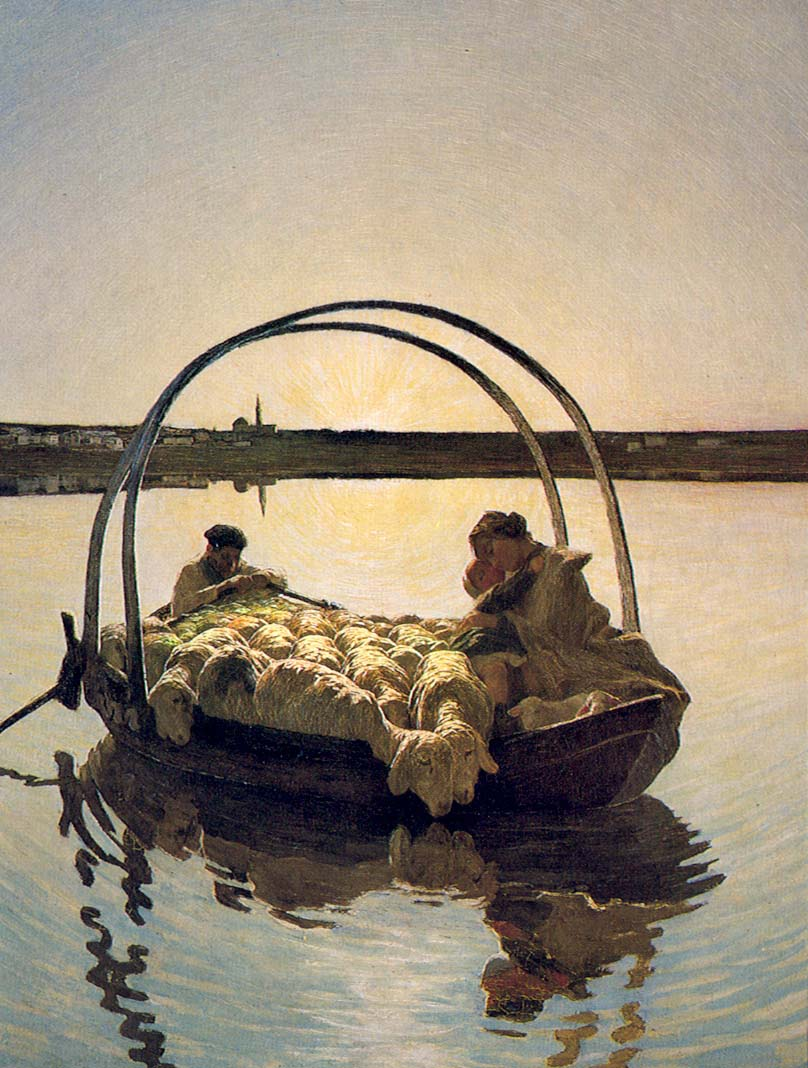
Джованні Сегантіні. «Аве Марія»
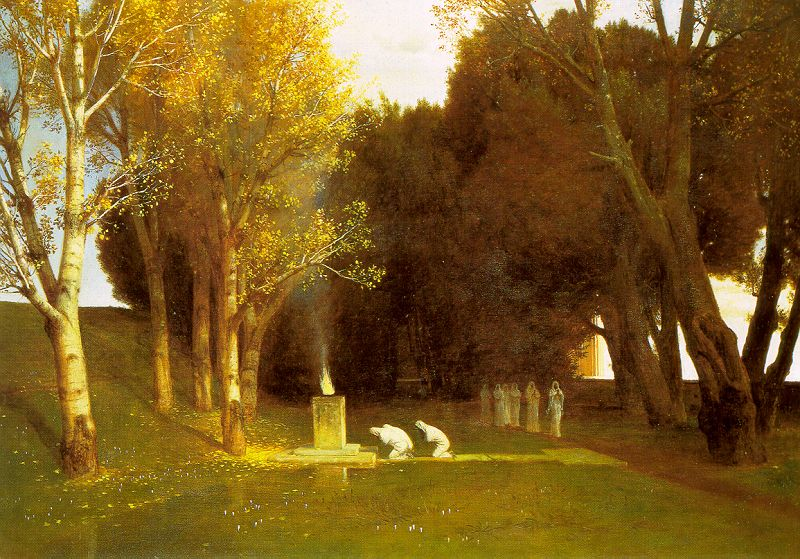
Арнольд Беклін. «Священний гай», 1882р., Музей мистецтв, Базель, Швейцарія
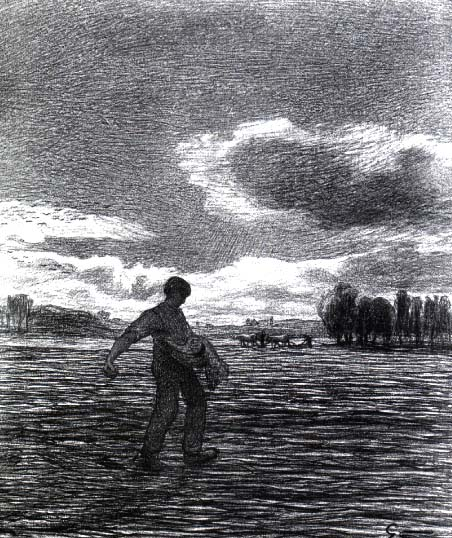
«Сіяч», графіка Джованні Сегантіні.
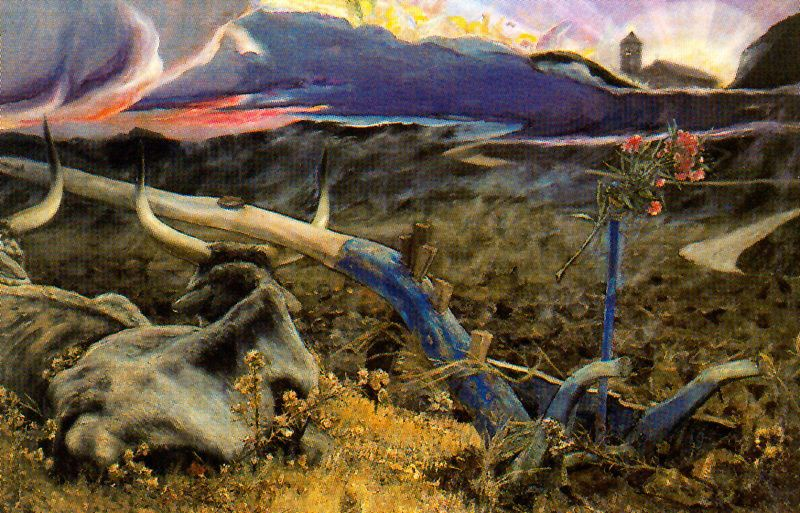
Хосе Кордеро Вільєгас. Заповідь третя «Відпочинок», серія Декалог, до 1914 р.
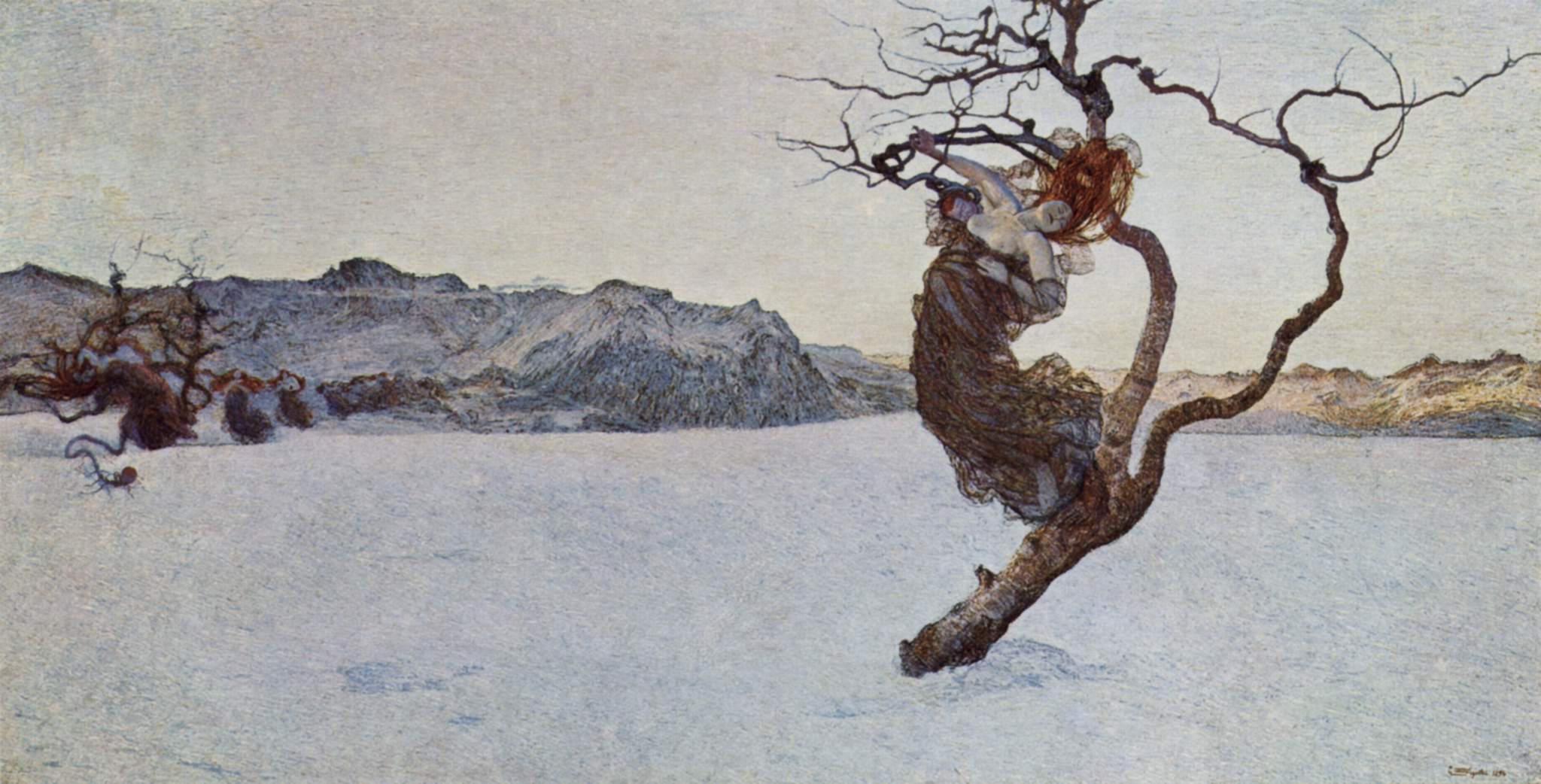
Джованні Сегантіні.  «Грішна матір» («Покарання за хтивість»).
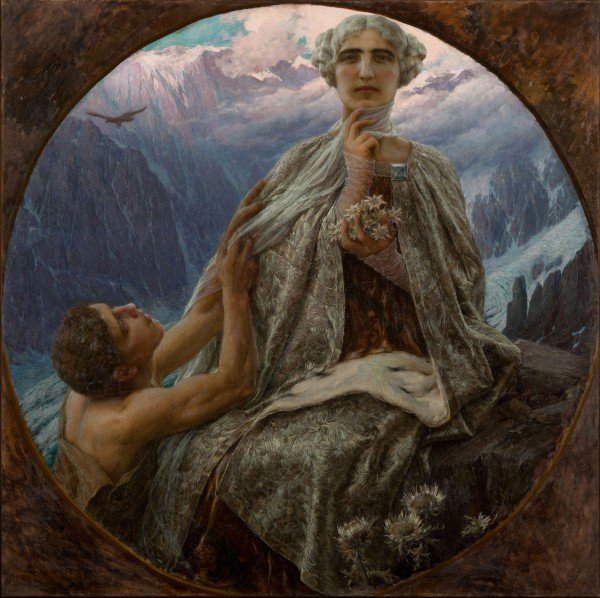
Вершина, королева льоду, 1912 рік, символічна робота Чезаре Саккаджі з Тортони.

## В Україні
Символізм — одна зі стильових течій модернізму, що виникла у Франції в 70-х pp. XIX ст., а в українській літературі поширилася на початку XX ст. Основною рисою символізму є те, що конкретний художній образ перетворюється на багатозначний символ.
Під впливом європейського (й у великій мірі російського) символізму, як реакція проти літератури народницького реалізму, розвинулася модерна українська поезія поч. ХХ ст. Елементи і впливи символізму помітні в творчості Миколи Вороного, Миколи Філянського, Грицька Чупринки, у драматичних творах Олександра Олеся, в поезії поетів галицької «Молодої Музи», Василя Пачовського, Петра Карманського, прозаїка Михайла Яцкова. У літературній критиці ідеї символізму репрезентували Микола Євшан (Федюшка), Микола Сріблянський (Шаповал). Впливи символізму позначилися також і в ділянці перекладу (переклади з Ґергарта Гауптмана, Генріка Ібсена, Леоніда Андреєва та ін.).
Український символізм сформувався організаційно вже після того, як з кінця 1910-х pp. закінчився період активізації російського символізму. Початки українського символізму пов'язані з ранньою творчістю Павла Тичини (1914—1917), Якова Савченка, Олекси Слісаренка, Дмитра Загула, Володимира Ярошенка, Клима Поліщука та ін.
Символ — поетичний троп, що ґрунтується на умовному означенні якогось явища чи поняття через інше на підставі подібності. За допомогою нього поети прагнуть стисло і яскраво передати певну думку.
Першим організаційним осередком українського символізму було створене в Києві 1918 р. з участю поетів Якова Савченка, Олекси Слісаренка, Павла Савченка, Михайля Семенка, Володимира Кобилянського і Павла Тичини, як і діячів театру Леся Курбаса й Миколи Терещенка та художника Анатоля Петрицького, угруповання «Біла Студія» (назва за франц. ж. «Revue Blanche»). Силами цієї групи був виданий того ж року «Літературно-критичний альманах» з творами названих поетів і митців і з теоретично-програмовими статтями. І. Майдана (Д. Загула) та Якова Савченка, а на початку 1919 р. постало нове угруповання український символістів «Музаґет», заходами й силами якого в травні 1919 р. було видано потрійне число журналу «Музаґет» за ред. Павла Тичини, Володимира Ярошенка, Юрія Меженка і Дмитра Загула. Активну участь у діяльності групи взяли, крім вище названих, Антін Павлюк, Михайло Жук, М. Крупський та ін.
Виразно символістичною мотивами й засобами була творчість Якова Савченка («Поезії», 1918), Володимира Ярошенка («Світотінь», 1918; «Луни», 1919), Дмитра Загула («На грані», 1919), Олекси Слісаренка («На березі Кастальському», 1919), Клима Поліщука («Поезії»), Антіна Павлюка («Сумна радість», 1919), Миколи Терещенка (вірші в «ЛНВ» й «Музаґеті»), Володимира Кобилянського (посмертна збірка «Мій дар», 1920).
Вершинним виявом українського символізму стала збірка Павла Тичини, «Сонячні кларнети» (1918), як своєрідна й унікальна подекуди в європейському симфолізмі «музична симфонія» (Агапій Шамрай). Під впливом символізму перебував початково й Павло Филипович. Символічна за настроєм і засобами була перша збірка не зв'язаного орг. з символістами Тодося Осьмачки «Круча» (1922). Поза межами УРСР впливами символізму була позначена рання творчість Романа Купчинського, Василя Бобинського («В притворі храму», 1919; «Тайна танцю», 1924) й інших галицьких поетів, згуртованих біля журналу «Митуса» (1922) та Івана Крушельницького, як також поетів і мистців емігрантів, згуртованих біля журналу «Сонцецвіт» у Тарнові (1922).
Існування символістичного угруповання обмежилося періодом 1917—1919 рр.: Михайль Семенко й Олекса Слісаренко активізувалися в українському футуризмі; інші, після останньої спроби з альманахом і групою «Ґроно», перейшли під ударами офіціозної критики на позиції «пролетарської літератури». Від символізму і його естетичних настанов відмовився згодом і Павло Тичина. Настанови символізму і гасло «мистецтво для мистецтва» відстоювали ще деякий час у критичних писаннях Юрій Меженко, Клим Поліщук, й Антін Павлюк. У 1934—1937 більшість колишніх символістів, навіть ті, що перейшли на вимагані комуністичним режимом «пролетарські» позиції, були знищені, розстріляні або загинули в концтаборах: Яків Савченко, Олекса Слісаренко, Дмитро Загул, Володимир Ярошенко, Валер'ян Поліщук, Клим Поліщук, Лесь Курбас, Іван Крушельницький, Василь Бобинський та ін.
Традиції українського символізму і його мистецькі настанови продовжували у 20-их pp. на еміграції — Клим Поліщук (пронизана месіяністичними мотивами збірка «Звуколірність», 1921), й Антін Павлюк (у виданих в 1925—1931 рр. у Празі збірках); з 1945 Тодось Осьмачка, Василь Барка, Михайло Орест і зокрема Олег Зуєвський (зб. «Золоті Ворота», 1947; «Під знаком фенікса», 1958), два останні — активні перекладачі творів Райнер Марії Рільке, Штефана Ґеорґе, Стефана Малларме та інших європейських символістів.
Виразного й оригінального оформлення й вияву у творчості українських поетів (поза еміграційними — Михайлом Орестом й Олегом Зуєвським) символізм не набув. У ньому перехрещувалися різні впливи, в тому числі й народницької поезії і чужих для символізму напрямів (футуризм і ін.). У порівнянні з європейським і російським символізмом український символізм був формально спізненим й епігонським напрямом. Характеристичною особливістю українського символізму було його усучаснення — намагання висловити з допомогою символістичних мотивів і засобів захоплене чи й заперечливе ставлення авторів до дореволюційної і революційної дійсности.
Українські образотворчі митці-символісти, як і їхні європейські попередники й сучасники, намагалися знайти синтезу кольорів і ліній, яка могла б висловити ідею. Елементи символізму і його впливи наявні у творчості членів «Музаґету» і «Ґрона» — Михайла Жука, Миколи Бурачека, Анатоля Петрицького, і передусім Юхима Михайлова, а на Західній Україні — Олекси Новаківського, раннього Павла Ковжуна, Р. Лісавського, Льва Ґеца, Осипа Сорохтея та ін.; на еміграції до неосимволізму можна віднести малярську творчість Віктора Цимбала.
Впливами символізму позначена й рання театральна творчість Леся Курбаса і його Молодого Театру в 1917—1919.